# Кубок мира по горному бегу 1990
6-й Кубок мира по горному бегу прошёл 15 и 16 сентября 1990 года в деревне Тельфес-им-Штубай (Австрия). Разыгрывались 9 комплектов наград: по четыре в индивидуальном и командном первенствах (мужчины на короткой и длинной дистанции, женщины и юниоры до 20 лет), а также в общем зачёте по итогам трёх мужских забегов. Среди юниоров могли выступать спортсмены 1971 года рождения и моложе.
Первый международный старт по горному бегу в тирольской деревне Тельфес-им-Штубай состоялся в 1988 году, а уже спустя два года она приняла Кубок мира. Соревнования прошли в долине Шлик и по склонам окрестных Штубайских Альп. По традиции, в первый день прошли забеги юниоров, женщин и мужчин на короткой дистанции по трассе с профилем «вверх-вниз». Второй день был отдан соревнованиям на длинной трассе «вверх», финиш которой находился на вершине Зеннйох. Первыми на старт вышли участники массового забега, чуть позднее были разыграны медали Кубка мира.
В первый день стояла комфортная для бега ясная погода, температура воздуха держалась в районе +21 градуса. Второй день был несколько прохладнее, горные склоны были покрыты туманом.
В соревнованиях приняло участие рекордное количество спортсменов и стран. На старт вышли 268 бегунов (149 мужчин, 67 женщин и 52 юниора) из 26 стран мира. Прирост произошёл во многом за счёт стран Восточной Европы, которые впервые прислали многочисленные команды на турнир. На Кубке мира по горному бегу дебютировали представители СССР, ГДР, Болгарии и Польши. Каждая страна могла выставить до 4 человек в каждый из забегов. Сильнейшие в командном первенстве определялись по сумме мест трёх лучших участников. По сумме командных результатов у мужчин и юниоров выявлялись призёры общего зачёта.
Юниорский забег выиграл хозяин соревнований Маркус Крёлль. Его золотая медаль стала первой для Австрии в индивидуальных дисциплинах Кубка мира. Командную победу одержали советские юниоры, впервые выступавшие на турнире.
Среди женщин чемпионство отпраздновала Беверли Редферн, ставшая первой победительницей Кубка мира из Шотландии. Спустя всего год, как она начала систематически тренироваться и участвовать в соревнованиях по горному бегу, её преимущество над сильнейшими спортсменками мира составило минуту и более.
Забег у мужчин на короткую дистанцию закончился триумфом сборной Италии. Новым чемпионом стал Северино Бернардини. Для серебряного призёра Фаусто Бонци Кубок мира в Тельфесе стал шестым, в котором он принял участие (из шести возможных). С пяти из них он возвращался с медалями в личном зачёте (2 золота, 2 серебра и бронза) и неизменно каждый год брал золото в командном зачёте. Дополнил пьедестал Лучо Фрегона.
Действующий победитель на длинной дистанции Хайро Корреа из Колумбии на этот раз финишировал только пятым. Ещё один экс-чемпион, американец Джей Джонсон, занял девятое место. Уверенную победу здесь одержал Константино Бертолла, прошлогодний серебряный призёр. Вторым к финишу пришёл представитель хозяев турнира Флориан Штерн.

## Призёры
Курсивом выделены участники, чей результат не пошёл в зачёт команды.

### Мужчины
| Дисциплина                                  | Золото | Золото   | Серебро | Серебро   | Бронза | Бронза    |
| ------------------------------------------- | --- | -------- | --- | --------- | --- | --------- |
| 9,63 км перепад высот: +765 м −765 м        | Северино Бернардини Италия | 41.56    | Фаусто Бонци Италия | 42.10     | Лучо Фрегона Италия | 42.26     |
| 9,63 км (команды)                           | Италия · Северино Бернардини · Фаусто Бонци · Лучо Фрегона · Джованни Росси | 6 очков  | Англия · Башир Хуссейн · Робин Бергстранд · Энди Пис · Гари Девайн | 23 очка   | ФРГ Дитер Ранфтль Манфред Дузольд Роберт Манц Георг Пройсс | 47 очков  |
| 14,3 км перепад высот: +1550 м              | Константино Бертолла Италия | 1:15.27  | Флориан Штерн Австрия | 1:16.20   | Луиджи Бортолуцци Италия | 1:16.27   |
| 14,3 км (команды)                           | Италия · Константино Бертолла · Луиджи Бортолуцци · Фабио Чапони · Привато Пеццоли | 11 очков | Австрия · Флориан Штерн · Петер Шац · Ханс-Йорг Рандль · Карл Циссер | 12 очков  | ФРГ Вольфганг Мюнцель Чарли Долль Дирк Дебертин Хельмут Штробль | 39 очков  |
| Юниоры 7,88 км перепад высот: +530 м −530 м | Маркус Крёлль Австрия | 33.40    | Гэвин Бланд Англия | 33.49     | Ульрих Штайдль ФРГ | 33.55     |
| Юниоры 7,88 км (команды)                    | СССР · Юрий Чураков · Владимир Голяс · Сергей Бондаренко · Владимир Солудчик | 24 очка  | Италия · Данило Бозио · Симоне Пагани · Альфио Ровелли · Филиппо Маркесси | 27 очков  | Англия · Гэвин Бланд · Марк Райс · Джерард Кьюдахи · Уильям Стайан | 29 очков  |
| Общий зачёт (мужчины+юниоры)                | Италия · Северино Бернардини · Фаусто Бонци · Лучо Фрегона · Константино Бертолла · Луиджи Бортолуцци · Фабио Чапони · Данило Бозио · Симоне Пагани · Альфио Ровелли · Джованни Росси · Привато Пеццоли · Филиппо Маркесси | 44 очка  | Англия · Башир Хуссейн · Робин Бергстранд · Энди Пис · Пол Дагдейл · Джон Тейлор · Марк Кросдейл · Гэвин Бланд · Марк Райс · Джерард Кьюдахи · Гари Девайн · Грэм Хаддлстон · Уильям Стайан | 111 очков | Австрия · Клаус Унгеранк · Франц Ланер · Михаэль Абль · Флориан Штерн · Петер Шац · Ханс-Йорг Рандль · Маркус Крёлль · Рудольф Райтбергер · Вернер Хас · Вальтер Кригер · Карл Циссер · Бернд Винмайр | 140 очков |
| Общий зачёт (мужчины+юниоры)                | Италия · Северино Бернардини · Фаусто Бонци · Лучо Фрегона · Константино Бертолла · Луиджи Бортолуцци · Фабио Чапони · Данило Бозио · Симоне Пагани · Альфио Ровелли · Джованни Росси · Привато Пеццоли · Филиппо Маркесси | 44 очка  | Англия · Башир Хуссейн · Робин Бергстранд · Энди Пис · Пол Дагдейл · Джон Тейлор · Марк Кросдейл · Гэвин Бланд · Марк Райс · Джерард Кьюдахи · Гари Девайн · Грэм Хаддлстон · Уильям Стайан | 111 очков | ФРГ Дитер Ранфтль Манфред Дузольд Роберт Манц Вольфганг Мюнцель Чарли Долль Дирк Дебертин Ульрих Штайдль Тобиас Пиппли Патрик Хайнляйн Георг Пройсс Хельмут Штробль Аксель Хайстер                    | 140 очков |

### Женщины
| Дисциплина                           | Золото                                                          | Золото  | Серебро                                                                              | Серебро  | Бронза                                                                           | Бронза   |
| ------------------------------------ | --------------------------------------------------------------- | ------- | ------------------------------------------------------------------------------------ | -------- | -------------------------------------------------------------------------------- | -------- |
| 7,88 км перепад высот: +530 м −530 м | Беверли Редферн Шотландия                                       | 36.36   | Мария Коккетти Италия                                                                | 37.35    | Эроика Шписс Швейцария                                                           | 37.54    |
| 7,88 км (команды)                    | Швейцария · Эроика Шписс · Мария Дюкре · Габи Шюц · Хелен Эшлер | 22 очка | Италия · Мария Коккетти · Антонелла Молинари · Гуидина Даль Сассо · Джулиана Саварис | 25 очков | Шотландия · Беверли Редферн · Патрисия Калдиф · Джойс Сальвона · Джейн Робертсон | 30 очков |

## Медальный зачёт
Медали завоевали представители 7 стран-участниц.
 Принимающая страна
| Место | Страна    | Золото | Серебро | Бронза | Всего |
| ----- | --------- | ------ | ------- | ------ | ----- |
| 1     | Италия    | 5      | 4       | 2      | 11    |
| 2     | Австрия   | 1      | 2       | 1      | 4     |
| 3     | Швейцария | 1      | 0       | 1      | 2     |
| 3     | Шотландия | 1      | 0       | 1      | 2     |
| 5     | СССР      | 1      | 0       | 0      | 1     |
| 6     | Англия    | 0      | 3       | 1      | 4     |
| 7     | ФРГ       | 0      | 0       | 4      | 4     |
| Всего | Всего     | 9      | 9       | 10     | 28    |